# The Lackey and the Lady
Pour plus de détails, voir Fiche technique et Distribution.
The Lackey and the Lady est un film britannique réalisé par Thomas Bentley, sorti en 1919.

## Synopsis
La fille d'un riche banquier se marie avec un de ses serviteurs et s'enfuit avec lui en Australie.

## Fiche technique
- Titre original : The Lackey and the Lady
- Réalisation : Thomas Bentley
- Scénario : Thomas Bentley, d'après le roman de Tom Gallon
- Société de production : British Actors Film Company
- Société de distribution : Phillips Film Company
- Pays d'origine :  Royaume-Uni
- Langue originale : anglais
- Format : Noir et blanc — 35 mm — 1,33:1 — Film muet
- Genre : drame
- Durée : 5 bobines
- Dates de sortie : Royaume-Uni : janvier 1919

## Distribution
- Odette Goimbault
- Leslie Howard : Tony Dunciman
- Roy Travers
- Alban Atwood : M. Dunciman
- A.E. Matthews
- Violet Graham
- F. Pope-Stamper : Garrett Woodruffe

## Autour du film
En février 1920, le réalisateur Thomas Bentley intente une action en diffamation contre Phillips Film Company, son distributeur, H J Boam et The British Actors Film Company. En effet, le film devait être projeté à Londres, mais juste avant la projection, Boam - qui avait été en conflit avec Thomas Bentley - est monté sur scène pour déclarer que le film ne serait pas montré, car il n'était "pas à la hauteur pour être placé devant vous", alors que le film avait déjà été projeté à Boam et à des représentants de la British Actors Film Company et avait été jugé satisfaisant.
À la fin du procès, le juge accorde 350 £ de dommages et intérêts à Thomas Bentley. Mais la publicité faite au procès porta atteinte à la réputation de la British Actors Film Company. Quelques années plus tard, sa branche production est absorbée par une autre entreprise et est finalement dissoute en 1929.